# Cathétomètre
Un cathétomètre est un instrument d'optique permettant des visées précises.
Il permet de mesurer la distance verticale entre deux points. Il était utilisé en particulier en travaux publics pour mesurer la flèche de certains éléments (poutre…).

## Description
Sur un trépied sont fixés un niveau à bulle et une règle verticale à vernier. Sur cette dernière est accrochée une lunette de visée avec un réticule qui peut monter ou descendre le long de la règle et dont on peut régler l’horizontalité grâce à un autre niveau à bulle.

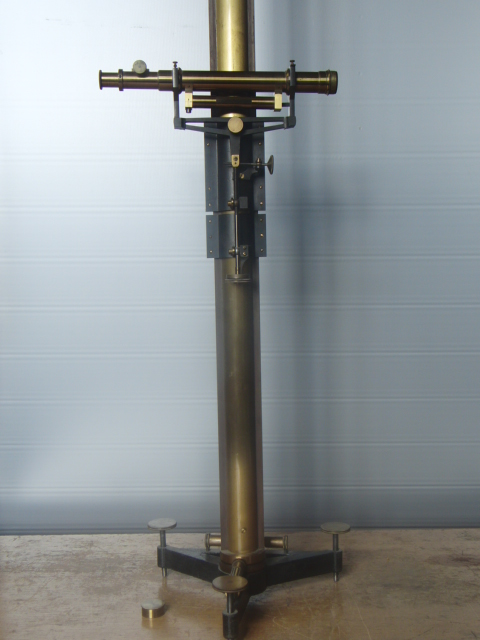
cathétomètre

## Fonctionnement

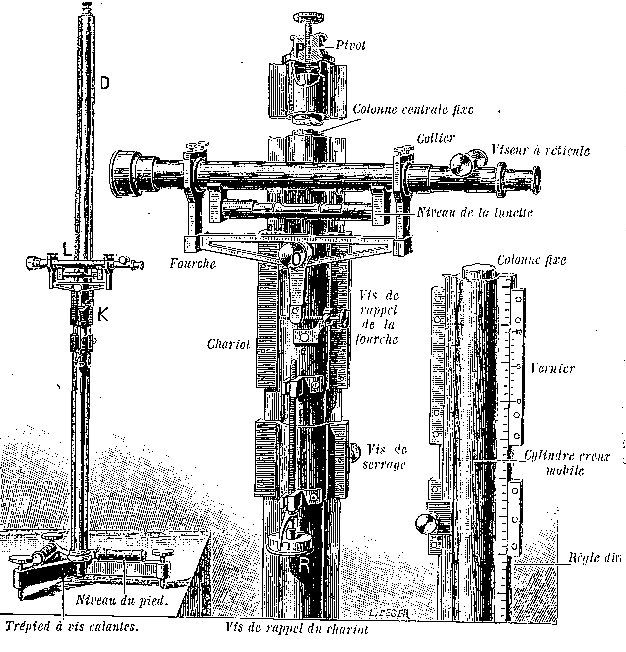
Schémas explicatifs du cathétomètre

Après avoir rendu le trépied horizontal grâce à son niveau à bulle, on vise un premier point {\displaystyle A_{1}}, la lunette étant bien horizontale. On mesure la hauteur de la lunette sur la règle {\displaystyle z_{1}}.
On réitère la mesure {\displaystyle z_{2}} avec un autre point {\displaystyle A_{2}}. La différence d’altitude des deux points est {\displaystyle z_{2}-z_{1}}.